# 保罗·马丁内利
保罗·马丁内利（義大利語：Paolo Martinelli，20世纪—），意大利男子赛艇运动员。他曾代表意大利参加1982年世界赛艇锦标赛，获得男子轻量级四人单桨无舵手金牌。